# Урда (Ташкент)
Урда — район старого міста біля місця перетину проспекту Алішера Навої (колись вулиця Шейхантаурська) і каналу Анхор.

## Історія Урди
Етимологія слова швидше за все пов'язана з тим, що тут у складі міської стіни старого міста спочатку знаходилася Урда — військова цитадель, палац і ставка правителя міста Юнусходжі.
Після того, як Ташкент увійшов до складу Кокандського Ханства, новий правитель міста беклярбегі зруйнував стару Урда і звів нову цитадель на лівому березі каналу Анхор, недалеко від колишніх Шейхантаурських воріт.
Згодом це місце було основним транспортним коридором, який зв'язував нове місто зі старою його частиною — на цьому місці збудовано перший сучасний міст через канал у місті (Урдинський міст).
Саме від Урди почалася масова реконструкція староміської частини Ташкента — забудова сучасними багатоповерховими будинками в радянський період історії міста.